# Proceso de Kværner
El proceso Kværner o proceso Kværner de negro de humo e hidrógeno (CB&H) es un método de producción de negro de humo y gas hidrógeno a partir de hidrocarburos como el metano, el gas natural y el biogás sin contaminación por gases de efecto invernadero. El proceso fue desarrollado en la década de 1980 por la empresa noruega de ingeniería Kværner, y se explotó comercialmente por primera vez en 1999. El perfeccionamiento posterior permitió aplicar el proceso de pirólisis del metano a gran volumen y bajo coste.

## Descripción

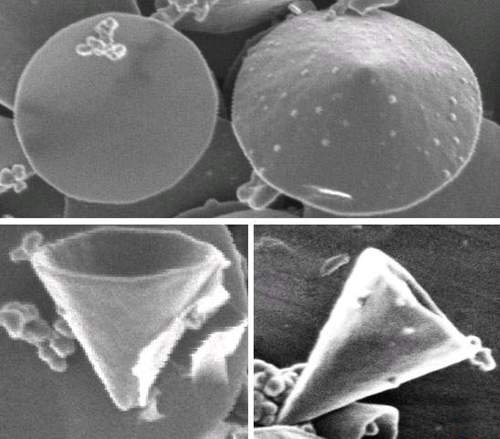
Imagen de microscopio electrónico de barrido (SEM) de nanoconos de carbono (diámetro máximo ~1 μm) producidos por pirólisis de petróleo crudo en el proceso Kvaerner.

La reacción endotérmica separa (es decir, descompone) los hidrocarburos en carbono e hidrógeno en un quemador de plasma a unos 1600 °C. Los componentes resultantes, partículas de carbono e hidrógeno, están presentes como una mezcla en forma de aerosol.
  {\displaystyle {\ce {C_{\mathit {n}}H_{\mathit {m}}->{{\mathit {n}}C}+{\frac {\mathit {m}}{2}}H2}}}
En comparación con otros métodos de reformado, como el reformado con vapor y la oxidación parcial, que tienen dióxido de carbono como subproducto, en el proceso Kværner no hay subproducto. El gas natural se transforma de forma eficaz y completa en carbono e hidrógeno puros y no libera dióxido de carbono a la atmósfera. Tras separar la mezcla, las partículas de carbono pueden utilizarse, por ejemplo, como carbón activado, grafito u hollín industrial, tipos especiales de carbono como discos de carbono y conos de carbono (véase la imagen SEM). El carbono se obtiene como materia sólida en polvo negro y forma un producto técnico que puede utilizarse, por ejemplo, como relleno en la industria del caucho, como hollín pigmentario para tintas y pinturas o como materia prima para componentes eléctricos. El hidrógeno puede descargarse para la industria química o utilizarse para generar electricidad.

## Variante con plasma
En 2009 se presentó una variación de este proceso que utiliza la eliminación de residuos por arco de plasma. El metano y el gas natural se convierten en hidrógeno, calor y carbono mediante un convertidor de plasma.